# Пэнг, Мэй
Мэй Пэнг (May Fung Yee Pang) (род. 24 октября 1950) — американский дизайнер украшений, музыкальный менеджер. Наиболее известна как бывшая приятельница музыканта Джона Леннона.
Родилась в Нью-Йорке в семье эмигрантов из Китая.
Работала как личный ассистент (personal assistant) и координатор (production coordinator) на Леннона и его жену, Йоко Оно.
В 1973 году Леннон и Оно проживали раздельно, и Леннон и Пэнг наладили отношения, которые продолжались более 18 месяцев; этот период Леннон позднее назвал как свой «Потерянный уик-энд» («Lost Weekend»). Пэнг написала две книги об их отношениях: воспоминания, названные «Любить Джона» (Loving John) (Warner, 1983), и фотоальбом Instamatic Karma (St. Martins, 2008).
Пэнг была замужем за продюсером Тони Висконти с 1989 по 2000 год; у неё двое детей, Себастиан (Sebastian) и Лара (Lara).